# Bahnhof Overath

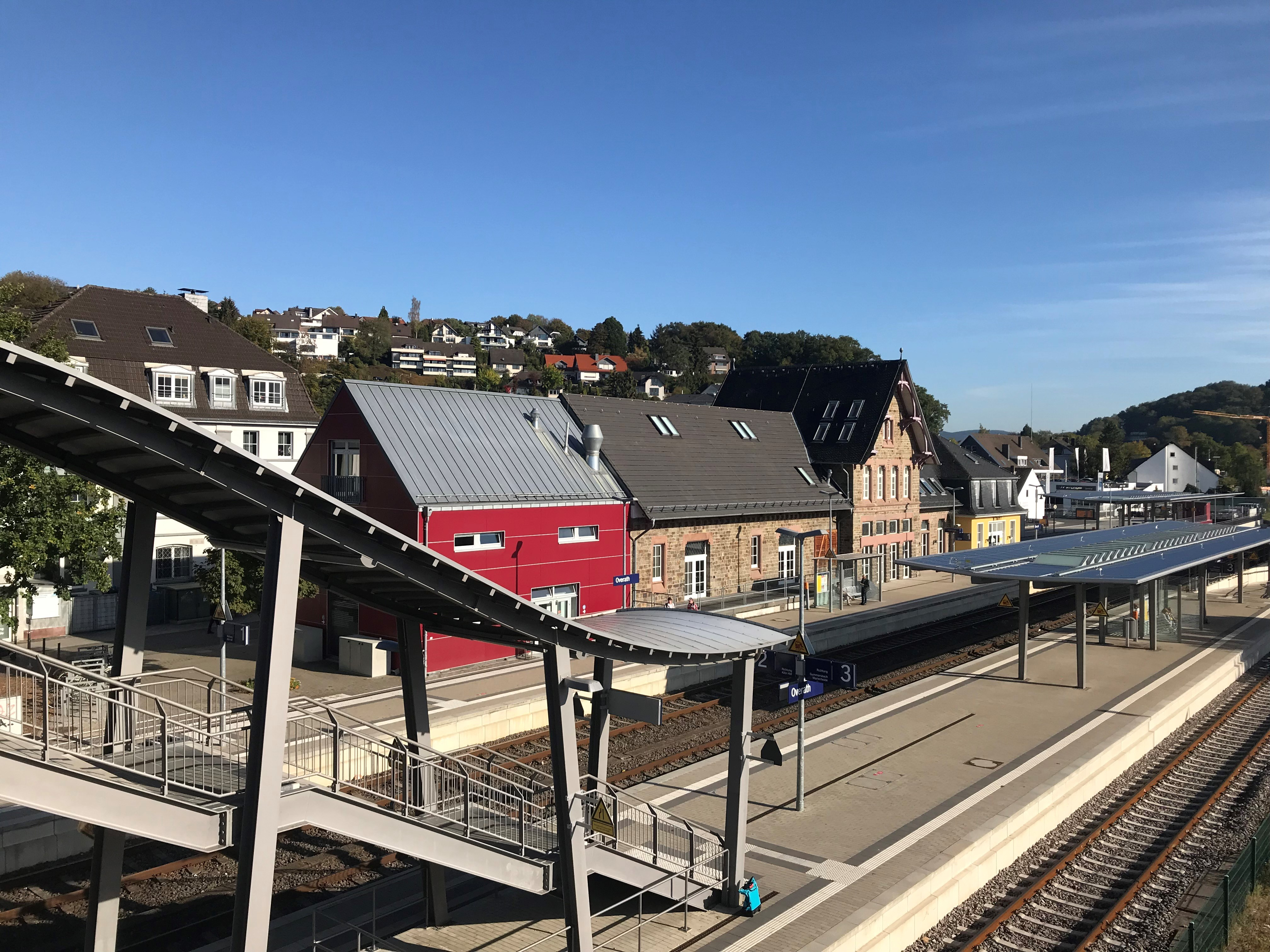
Der Bahnhof Overath im Oktober 2018

Der Bahnhof Overath ist ein Bahnhof in der Stadtmitte von Overath. Das Bahnhofsgebäude steht unter Denkmalschutz.

## Lage
Der Bahnhof befindet sich in der Stadtmitte von Overath. Die Anschrift des Bahnhofs ist Bahnhofplatz 3–7.

## Beschreibung
Der Bahnhof hat drei Gleise. Der Bahnsteig an Gleis 1 befindet sich am Hausbahnsteig des Empfangsgebäudes. Der Zugang zum überdachten Mittelbahnsteig mit den Gleisen 2 und 3 erfolgt sowohl über eine Fußgängerbrücke als auch über Rampen durch eine Unterführung. 
Im Bahnhofsgebäude befinden sich Veranstaltungs- und Seminarräume, die im Rahmen des Projekts „Kulturbahnhof“ eingerichtet wurden. Darüber hinaus gibt es eine Bahnhofsgaststätte sowie einen Kiosk mit einem Servicecenter der RVK. Der Bahnhofsvorplatz wird für Wochenmärkte und größere Veranstaltungen genutzt.
Neben dem Bahnhof befindet sich ein Busbahnhof, der von mehreren Buslinien bedient wird.

## Geschichte
Der Bahnhof wurde 1884 im Zuge der Errichtung der Bahnstrecke von Siegburg nach Ründeroth eröffnet. Es handelte sich um eine eingleisige Eisenbahn mit Vollspurgleis. Der Bahnhof Overath wurde eine Dienststelle III. Klasse. Die Bahnanlage gehörte bis 1910 zur Bahnmeisterei Engelskirchen. Mit der Eröffnung des Streckenabschnitts von Overath nach Köln am 31. Juli 1910 wurde der Bahnhof ein Abzweigbahnhof und eine Hauptdienststelle II. Klasse mit einem Bahnhofsinspektor als Verwalter. Der Bahnhof wurde auf sechs Gleise erweitert, ein zweiter, überdachter Bahnsteig angelegt. Darüber hinaus wurden die Stellwerke OW und OO gebaut, ein Wasserturm und eine Bahnsperre errichtet. Das Bahnhofsgebäude und ein Güterschuppen wurden ausgebaut. Die 1910 gebildete Bahnmeisterei Overath bestand bis zur Stilllegung der Eisenbahnstrecke nach Siegburg.
Gegen Ende des Zweiten Weltkriegs wurden die Bahnhofsanlagen durch Bomben und Granaten stark beschädigt. Der Bahnverkehr nach Siegburg wurde am 20. Mai 1946 wieder aufgenommen; ein Zugverkehr zwischen Overath und Köln war ab dem 15. Mai 1949 wieder möglich. Der Schienenverkehr nach Siegburg wurde im Frühjahr 1961 eingestellt, der Personenverkehr ruhte schon seit 1954; die Bahngleise von Overath bis Lohmar wurden im Spätherbst 1961 abgebaut. 1962 wurden die Bahnanlagen für Eisenbahnbetriebs- und Verschiebedienst modernisiert.

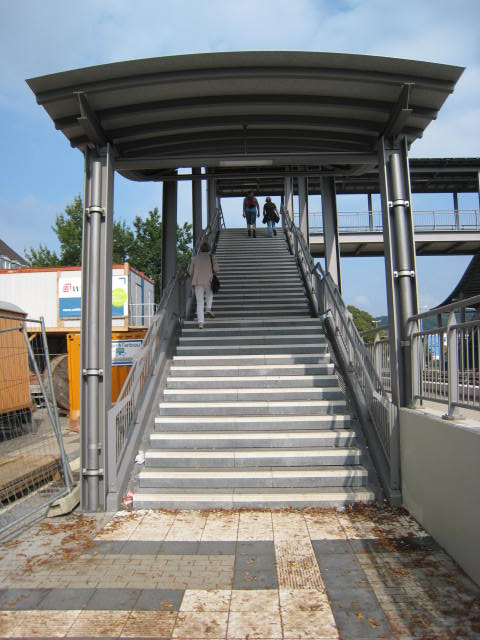
Brücke zu den Bahnsteigen

In Overath wurde von 1990 bis Mai 2004 eines der fünf elektronischen Teststellwerke (EStW) von Siemens betrieben. Diese ESTWs waren die ersten Vollbahn-ESTWs in Deutschland. Das Stellwerk wurde etwa 2015 abgerissen.

### Umbau zwischen 2014 und 2016
Von Juni 2014 bis Juli 2016 wurden Bahnhof und Busbahnhof umgebaut. Zuvor wurde eine neun Meter hohe Fußgängerbrücke über die Bahngleise errichtet. Sie wurde in dieser Höhe konzipiert, damit der Bahnhof für eine mögliche künftige Elektrifizierung der Strecke gerüstet ist. 
Im Rahmen der Baumaßnahmen wurden die Bahnsteige verlängert und für einen ebenerdigen Einstieg auf 76 Zentimeter erhöht. Die Unterführung zu den Bahnsteigen wurde von 43,5 Meter auf 24,5 Meter verkürzt und barrierefrei umgestaltet. Während des Umbaus konnten die Mittelbahnsteige nur über die Fußgängerbrücke erreicht werden.

## Verkehrsanbindung
Der Bahnhof wird von der Regionalbahn 25 bedient.
| Linie | Verlauf | Takt                                                       |
| ----- | --- | ---------------------------------------------------------- |
| RB 25 | Oberbergische Bahn: Köln Hansaring – Köln Hbf – Köln Messe/Deutz – Köln Trimbornstraße – Köln Frankfurter Straße – Rösrath-Stümpen – Rösrath – Hoffnungsthal – Lohmar-Honrath – Overath – Engelskirchen – Ründeroth – Gummersbach-Dieringhausen – Gummersbach – Marienheide – Meinerzhagen – Kierspe – Halver-Oberbrügge – Lüdenscheid-Brügge – Lüdenscheid Stand: Fahrplanwechsel Dezember 2023 | 30 min (Köln–Gummersbach) 60 min (Gummersbach–Lüdenscheid) |